# Marché romain aux esclaves
Ne doit pas être confondu avec Le Marché aux esclaves.
Le Marché romain aux esclaves est un tableau du peintre français Jean-Léon Gérôme. Il s'agit d'une peinture à l'huile sur toile de 62,9 cm par 70 cm réalisée en 1884, et représentant la vente d'esclaves sous l'Antiquité romaine.

## Historique
Cette œuvre est présentée au salon de peinture et de sculpture de 1884 en même temps que La Nuit au désert et Vente d'esclaves à Rome. Jean-Léon Gérôme est un des maîtres de l'art académique ou « art pompier » très en vogue depuis la fin de la première moitie du XIXe siècle et ses tableaux sont régulièrement exposé dans ce salon.

## Description et analyse
Une esclave nue se tient nue debout sur une estrade. Représentée de dos, elle est vendue face à un public d'acheteurs qui lèvent le bras pour donner une offre d'achat. Les représentations de nus féminins exposées sur les marchés aux esclaves signées par cet artiste ont largement circulé au XIXe siècle sous forme de gravures et de photographies. Le tableau est conservé au Walters Art Museum de Baltimore, aux États-Unis.
Jean-Léon Gérôme est un spécialiste de ce thème. Il a peint une autre vue du même événement, dénommée Marché aux esclaves à Rome (Saint-Pétersbourg, Musée de l'Ermitage) dans laquelle le spectateur regarde par-dessus la tête des spectateurs vers l'esclave, ou Le Marché d'esclaves en orient.